# Crown Point (Nowy Jork)
Crown Point – miasto w Stanach Zjednoczonych, w stanie Nowy Jork, w hrabstwie Essex.